# Millennium Racer: Y2K Fighters
Millennium Racer: Y2K Fighters (Вираж 3000) est un jeu vidéo de course futuriste sorti en 1999 sur PC. Il a été développé par Creat Studios et édité par Cryo Interactive.
Il a été découvert en 2017 que le jeu avait été porté sur Dreamcast, cependant cette version n'a jamais été commercialisée.